# Бубнів (Черкаська область)
Бубнів — колишнє село Гельмязівського району (зараз Золотоніський район) Черкаської області. В 1959 році територія села була частково затоплена водами Кременчуцького водосховища, а його жителі переселені до сусіднього села Бубнівська Слобідка, яке і стало фактичним правонаступником поселення та включило його землі до своїх.

## Розташування
Поселення розташовувалось на підвищеннях берега Горіхівки, рукава Дніпра, який відділявся від основного русла островом Молодняги. У згадане річище у XIX столітті впадала одноіменна річка.

## Історія

### Заснування та перші роки
Згідно з історичним нарисом Михайла Максимовича «Бубнівська сотня» містечко було створене у 1554 році як укріплення на Дніпрі, у рамках фортифікації Середньої Наддніпрянщини українсько-литовським магнатом Дмитром Вишневецьким:
|  | Городове буття нашого Бубнова з'являється на світі історії в половині XVI століття, у ту молоду пору дніпровського козацтва, коли воно воювало татар і турків під прапором свого гетьмана, князя Дмитра Івановича Вишневецького, що закріпився на острові Хортицькому. У 1554 році цей знаменитий витязь, перейшовши із Запоріжжя в Черкащину і Канівщину, зміцнював тутешні місця наддніпрянські. Тоді поставлене було над Дніпром, як сторожовий козак, і містечко Бубнов в фортечних валах, яких залишки є і тепер біля Бубновської церкви. |

Пізніше він також згадується як містечко — власність брацлавського воєводи Лукаша Жолкевського, що для функціонування заснованого ним колегіуму єзуїтів у Переяславі передав власний маєток — містечко Бубнів з приналежними околицями.
Має свою Преображенську церкву з 1775 року
Мистечко є на мапі 1787 року.

### Бубнівська сотня
З 1638 року стає центром новоствореної Бубнівської сотні. Був сотенним центром до 1731 року, після чого ним стало містечко Прохорівка. Причиною цього стало поступове занепадання поселення, яке через своє невдале розташування постійно потерпало від сезонних повеней на Дніпрі. Михайло Максимович у «Бубнівській Сотні» пише:
|  | Житлова половина Бубнівської сотні знаходиться на прибережній луговий рівнині, яка в часи первісні була дніпровським дном. Але після того, як наш Славута увійшов в нинішню колію свого бігу, він тільки в рідкісні роки проходить грізно по своєму колишньому руслу, і потім знову віддає його на спокійне прожиття людям. Такий розлив Дніпра бачили ми в 1845 році. У минулому столітті було їх три, і всі в дев'яті роки: 1709 - після суворої зими Шведської; 1739 - після гарячої зими Мініховської; 1789 - після великої зими Очаківської. Траплялися вони і в давні часи, як видно з Літопису Київського під 1119 роком: «в се же лето бысть вода велика в Днепре: потопи люди и жито, и хоромы внесе». Але побережному люду дарма такі потіхи дніпровські: перебуде з нуждою рік-другий; а там і заживе собі розкошуючи понад півстоліття над своїм Славутою-Дніпром ... «Домонтове-Домонтове, хороше місце! Сидимо під горою, як лебідь над водою!» - йдеться в одному з тутешніх народних оповідань. Однак сусідові Домонтова, нашому Бубнову, доводилося іноді не під силу близьке сусідство з Дніпром. Тому став він всіх малолюднішим в своїй сотні, тому вже давно виникла Бубнівська Слобідка - найбагатолюдніша з наших сіл, половина якої не була в воді і 1845 року. |

З часу появи Бубнівської Слобідки історія цих двох поселень тісно пов'язана аж до самого кінця існування села.

### Згадки на картах
Перша документальна картографічна згадка села датується 1650 роком на мапі Боплана. На ній окремо позначені поселення Bobnuwka (на місці історичного Бубнова) та Sloboda (теперішня Бубнівська Слобідка). Також два окремих поселення згадані на Атласі Речі Посполитої XVI—XVII століть на Землі Руські (відповідно Bubnow та Bubnowa). Пізніші карти XIX—XX століть також показують два окремих поселення, розташованих поряд, і мають назву Бубнів (Бубново) та Бубнівська Слобідка, причому населення Бубнівської Слобідки майже втричі більше за населення Бубнова.

## Відомі люди
- Федір Богун — дрібний шляхтич, державець містечка, батько Івана Богуна[10].
- Перевальський Василь Євдокимович — український художник-графік.